# Anta de Estria
L'Anta d'Estria est un dolmen situé dans la freguesia de Belas de la commune de Sintra, dans le district de Lisbonne, au Portugal,. Il est classé Monument national depuis 1910 .

## Contexte
Le mot anta est l'équivalent portugais d'« ante » (pilier terminal d'un temple grec ou romain), mais il est aussi employé pour désigner les pierres d'un dolmen ou le dolmen lui-même. Environ 5 000 édifices mégalithiques de ce type ont été construits au Néolithique dans l'ouest de la péninsule Ibérique par les successeurs de la culture de la céramique cardiale.

## Situation
Le dolmen d'Estria a presque été détruit par la construction de l'autoroute A9 au Portugal dans les années 1990, mais a finalement été intégré à l'espace paysager d'une station-service de cette autoroute, facilitant ainsi provisoirement son accès. Cependant, l'aire de service a depuis été fermée et l'accès aux voitures a été bloqué. L'accès piétonnier reste possible, grâce à une passerelle au-dessus d'une bretelle d'accès à l'autoroute.

## Historique
Carlos Ribeiro (pt), considéré comme le « père » de l'archéologie préhistorique portugaise; a entamé la fouille du dolmen en 1875 et publié ses résultats en 1880. Des fouilles ultérieures ont été menées par ce qui est aujourd'hui l'Institut portugais du patrimoine architectural et archéologique (IPPAR), de la Direction générale du patrimoine culturel (pt), sous la direction d'Ana Carvalho Dias.
L'anta d'Estria, l'anta de Monte Abraão et l'anta de Pedra dos Mouros (également connue sous le nom d'anta do Senhor da Serra) sont collectivement connues sous le nom d'antas de Belas.

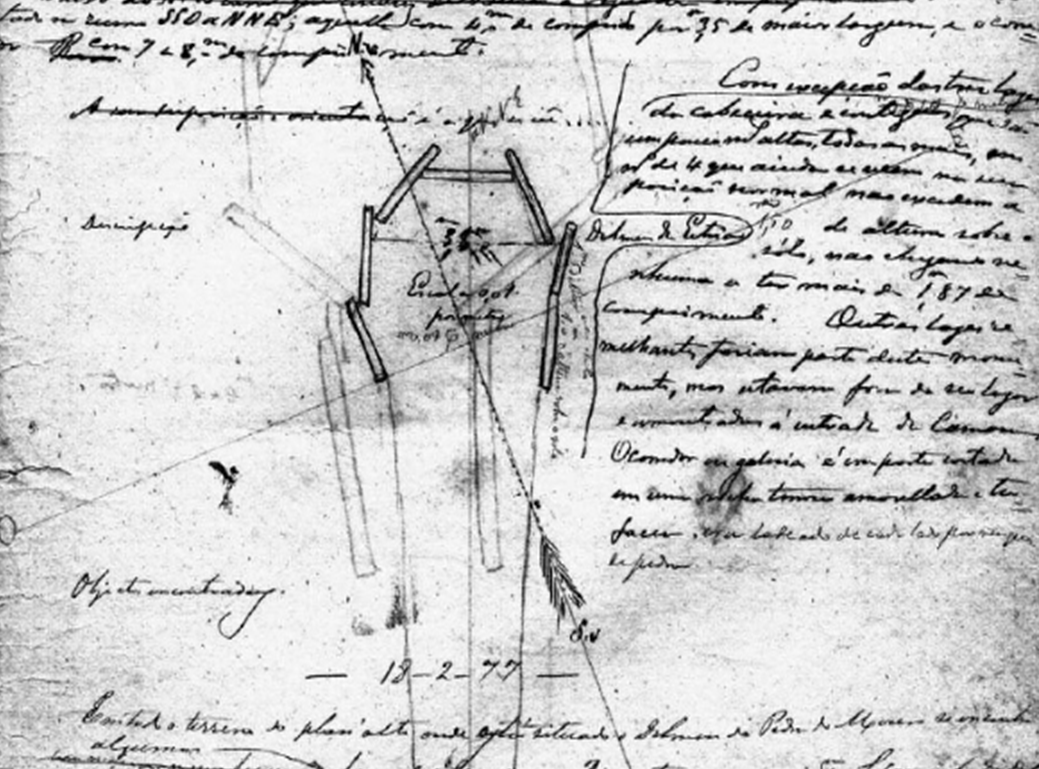
Dessin par Carlos Ribeiro de l'anta d'Estria

## Description
Le dolmen est dans un état très dégradé. D'après les restes humains fossiles découverts, il est approximativement daté du Néolithique moyen à récent (4000 - 2500 av. J.-C.). Carlos Ribeiro a décrit en 1880 le dolmen comme comportant une chambre funéraire polygonale, de 2 × 5 m de large et de 2,75 m de haut, accessible par un couloir bordé de petits orthostates de calcaire. Les fouilles d'Ana Carvalho Dias ont montré que le couloir utilisait une dépression inclinée préexistante dans la roche. Cela a dicté l'orientation de l'édifice, qui pointe vers 212-213 degrés ouest. Ribeiro a identifié neuf orthostates, mais n'a trouvé aucune pierre qui aurait pu former une dalle de couverture. Toutes les pierres lui ont paru d'origine locale, ce qui a été confirmé par les études ultérieures. La pierre calcaire dure est similaire à celle utilisée pour les autres antas de Belas.

## Vestiges archéologiques
Quelques artéfacts ont été trouvés sur le site, mais beaucoup semblent avoir été retirés avant les fouilles de Ribeiro. Douze pointes de flèches ont été identifiées, ainsi que deux artéfacts en os et trois petits pots presque complets. Bien qu'il ait découvert des restes humains fossiles, Ribeiro n'a pas pu déterminer le nombre d'inhumations ayant eu lieu dans le dolmen, ce qu'il avait pourtant pu faire pour l'anta de Monte Abraão.